# Eiskunstlauf-Europameisterschaften 1961
Die 53. Eiskunstlauf-Europameisterschaften fanden vom 26. bis 29. Januar 1961 in West-Berlin statt.

## Ergebnisse

### Herren
| Platz | Sportler              | Land                   | Punkte |
| ----- | --------------------- | ---------------------- | ------ |
| 1     | Alain Giletti         | Frankreich             | 9      |
| 2     | Alain Calmat          | Frankreich             | 11     |
| 3     | Manfred Schnelldorfer | BR Deutschland         | 23     |
| 4     | Peter Jonas           | Österreich             | 37     |
| 5     | Emmerich Danzer       | Österreich             | 51,5   |
| 6     | Robin Jones           | Vereinigtes Königreich | 55,5   |
| 7     | Sepp Schönmetzler     | BR Deutschland         | 65     |
| 8     | Bodo Bockenauer       | DDR                    | 80     |
| 9     | Heinrich Podhajsky    | Österreich             | 79     |
| 10    | Per Kjølberg          | Norwegen               | 87     |
| 11    | Peter Krick           | BR Deutschland         | 91     |
| 12    | Wouter Toledo         | Niederlande            | 111    |
| 13    | Michael Flebbe        | DDR                    | 112    |
| 14    | Giordano Abbondati    | Italien                | 122    |
| 15    | Ragnar Wikström       | Finnland               | 135    |

Punktrichter:
- Hans Meixner  Österreich
- P. Baron  Frankreich
- E. A. Voigt  DDR
- K. Beyer  BR Deutschland
- Pamela Davis  Vereinigtes Königreich
- F. Kertész  Ungarn
- G. De Mori  Italien
- C. Benedict-Stieber  Niederlande
- A. Jaisli  Schweiz

### Damen
| Platz | Sportlerin                   | Land                   | Punkte |
| ----- | ---------------------------- | ---------------------- | ------ |
| 1     | Sjoukje Dijkstra             | Niederlande            | 9      |
| 2     | Regine Heitzer               | Österreich             | 21     |
| 3     | Jana Mrázková                | Tschechoslowakei       | 26     |
| 4     | Karin Frohner                | Österreich             | 49     |
| 5     | Dany Rigoulot                | Frankreich             | 57     |
| 6     | Helli Sengstschmid           | Österreich             | 58     |
| 7     | Eva Grožajová                | Tschechoslowakei       | 77     |
| 8     | Nicole Hassler               | Frankreich             | 73     |
| 9     | Diana Clifton-Peach          | Vereinigtes Königreich | 66     |
| 10    | Jitka Hlaváčková             | Tschechoslowakei       | 83     |
| 11    | Anne Reynolds                | Vereinigtes Königreich | 85     |
| 12    | Karin Gude                   | BR Deutschland         | 90     |
| 13    | Fränzi Schmidt               | Schweiz                | 115    |
| 14    | Christa Fassi-von Kuczkowski | Italien                | 136    |
| 15    | Daniéle Giraud               | Frankreich             | 141    |
| 16    | Ursel Barkey                 | BR Deutschland         | 147    |
| 17    | Éva Csoma                    | Ungarn                 | 162    |
| 18    | Helga Zöllner                | Ungarn                 | 175    |
| 19    | Dorette Bek                  | Schweiz                | 169    |
| 20    | Silvana Saccozzi             | Italien                | 179    |
| 21    | Gabriele Seyfert             | DDR                    | 178    |
| 22    | Sandra Brugnera              | Italien                | 190    |
| 23    | Heidemarie Steiner           | DDR                    | 188    |
| 24    | Willie ten Hoopen            | Niederlande            | 216    |

Punktrichter:
- M. Felsenreich  Österreich
- E. Skakala  Tschechoslowakei
- N. Valdes  Frankreich
- A. Walker  BR Deutschland
- G. S. Yates  Vereinigtes Königreich
- F. Kertész  Ungarn
- G. Ferrari-Barcellona  Italien
- C. Engelfriet  Niederlande
- Karl Enderlin  Schweiz

### Paare
| Platz | Sportler                            | Land                   | Punkte |
| ----- | ----------------------------------- | ---------------------- | ------ |
| 1     | Marika Kilius / Hans-Jürgen Bäumler | BR Deutschland         | 13     |
| 2     | Margret Göbl / Franz Ningel         | BR Deutschland         | 14     |
| 3     | Margit Senf / Peter Göbel           | DDR                    | 38,5   |
| 4     | Rita Blumenberg / Werner Mensching  | BR Deutschland         | 36     |
| 5     | Diana Hinko / Heinz Döpfl           | Österreich             | 43.5   |
| 6     | Hana Dvořáková / Karol Vosatka      | Tschechoslowakei       | 52,5   |
| 7     | Valerie Hunt / Peter Burrows        | Vereinigtes Königreich | 69,5   |
| 8     | Gerda Johner / Ruedi Johner         | Schweiz                | 74,5   |
| 9     | Irene Müller / Hans-Georg Dallmer   | DDR                    | 75.5   |
| 10    | Renate Rößler / Klaus Wasserfuhr    | DDR                    | 78     |

Punktrichter:
- Hans Meixner  Österreich
- E. Skakala  Tschechoslowakei
- N. Valdes  Frankreich
- E. Bauch  DDR
- Theo Klemm  BR Deutschland
- Pamela Davis  Vereinigtes Königreich
- G. de Mori  Italien
- C. Benedict-Stieber  Niederlande
- A. Jaisli  Schweiz

### Eistanz
| Platz | Sportler                                     | Land                   | Punkte |
| ----- | -------------------------------------------- | ---------------------- | ------ |
| 1     | Doreen Denny / Courtney Jones                | Vereinigtes Königreich | 7      |
| 2     | Christiane Guhel / Jean Paul Guhel           | Frankreich             | 14     |
| 3     | Linda Shearman / Michael Philipps            | Vereinigtes Königreich | 25     |
| 4     | Mary Parry / Roy Mason                       | Vereinigtes Königreich | 26     |
| 5     | Eva Romanová / Pavel Roman                   | Tschechoslowakei       | 33     |
| 6     | Rita Paucka / Peter Kwiet                    | BR Deutschland         | 46     |
| 7     | Olga Gilardi / Germano Ceccattini            | Italien                | 47     |
| 8     | Maria Grazia Boccacci / Gianfranco Canepa    | Italien                | 63     |
| 9     | Armelle Flichy / Pierre Brun                 | Frankreich             | 65     |
| 10    | Jitka Babická / Jaromír Holan                | Tschechoslowakei       | 73     |
| 11    | Györgyi Korda / Pál Vásárhelyi               | Ungarn                 | 72     |
| 12    | Christel Trebesiner / Gerald Felsinger       | Österreich             | 87     |
| 13    | Margo Nissen / Klaus Ebel                    | BR Deutschland         | 87     |
| 14    | Marlyse Fornachon / Charly Pichard           | Schweiz                | 95     |
| 15    | Martha Schamberger / Hans-Jürgen Schamberger | BR Deutschland         | 98     |

Punktrichter:
- W. Malek  Österreich
- E. Skakala  Tschechoslowakei
- L. Lauret  Frankreich
- Hermann Schiechtl  BR Deutschland
- H. Lawrence  Vereinigtes Königreich
- F. Kertész  Ungarn
- C. Benacchi-Bordogna  Italien